# ZombiU
ZombiU (anteriormente conocido como Killer Freaks from Outer Space) es un videojuego de terror desarrollado por Ubisoft Montpellier, en exclusiva para la consola Wii U de Nintendo. Es un remake de Zombi. El jugador puede asumir el rol de varios supervivientes durante el juego, quienes tendrán los beneficios del Wii U GamePad.
El 30 de julio de 2015, Ubisoft anunció que este juego sería adaptado a PS4, Xbox One y PC, bajo el nombre de Zombi. Su fecha de lanzamiento fue el 18 de agosto de 2015 y solo está disponible en descarga digital.

## Argumento
Por segunda ocasión en la historia, una gran plaga envuelve a la ciudad de Londres. Las calles alrededor del Big Ben están repletas de muertos y cientos de infectados por una enfermedad peor aún que la muerte. Algunos aún sobreviven, pero ¿cuánto tiempo más podrán aguantar en el laberinto que forman las calles de Londres y el subterráneo?
Los pocos sobrevivientes son contactados por una misteriosa voz que les invita a la lucha por la supervivencia. A lo largo del juego encontraremos a ciertos personajes que nos serán de gran utilidad para aclarar los misterios de la epidemia zombi, y al mismo tiempo nos darán instrucciones para sobrevivir.

## Jugabilidad
El juego se muestra en la pantalla principal, mientras que el Wii U GamePad se convierte en un kit de supervivencia donde se tiene un inventario de armas y artefactos, así como objetos de primeros auxilios. A diferencia de otros juegos. La muerte de los personajes es permanente durante la partida, cuándo el primer personaje jugable es asesinado, este se convierte en Zombi y perdemos todos nuestros ítems. Luego pasamos a controlar a un nuevo personaje, el cual deberá recuperar esos items que están en manos del anterior personaje convertido en zombi, y así sucesivamente.
Pese a que el juego es visto como un FPS, la cantidad de armas y municiones es muy limitada. Por ese motivo es importante evitar combates innecesarios, puesto que la prioridad es escapar y sobrevivir a las hordas de zombis. El jugador puede usar el GamePad de muchas formas, ya sea organizando el inventario, usarlo como mapa para detectar a los enemigos, o escanear ciertos objetos que pueden estar ocultos. El personaje jugable también dispone de un bate que puede usar en combate cuerpo a cuerpo, lo cual es la acción más indicada para no gastar municiones en cualquier confrontación. Los zombis pueden detectar al jugador por el ruido de los disparos, o la luz de su linterna, y en ocasiones ellos se distraen con bengalas.

## Multijugador
El juego tiene un multijugador local donde 2 jugadores lucharan en un modo muy común en algunos FPS, conocido como Capturar la bandera. Un jugador controlará a un sobreviviente mediante el Wii U PRO Controller o Wii Mote Plus + Nunchuck, mientras que el otro por medio del Wii U GamePad, mandará zombis para cazar a su oponente (El jugador con el Gamepad tendrá visión total del mapa, mientras que el otro jugador solo podrá ver la pantalla principal). Existe otro modo de juego en el que un sobreviviente deberá matar tantos zombis como pueda, y también hay un tercer modo que solo puede ser desbloqueado al registrarse en Uplay.

## Zombi
Una remasterización del juego de Wii U, fue llevada a Xbox One, PS4 y PC el 18 de agosto de 2015.
El juego no cambia mucho gráficamente, la historia es la misma, la diferencia son cambios mínimos, pero que de igual manera valen, como la implementación de 2 armas cuerpo a cuerpo que pueden ser encontradas en el transcurso del juego, que son la "Pala" y el "Bate de Béisbol con Clavos", además de la implementación de un nuevo Haz de Luz el cual nos permite concentrar la luz dándonos más iluminación, pero gastando más rápidamente la pila.
El modo multijugador fue eliminado de estas versiones.

## Anuncio
El 4 de junio de 2012, durante la conferencia de Ubisoft en el Electronic Entertainment Expo 2012, se mostró el tráiler cinematográfico, así como un teaser donde se puede observar el uso del Wii U GamePad y el detalle gráfico del juego. El tema principal del tráiler es God Save the Queen, himno nacional Británico, referente a la locación del juego.

## Recepción
ZombiU fue uno de los juegos más esperados en WiiU, destacando principalmente por su esencia Horror de supervivencia, la cual es muy cercana a los juegos clásicos de este género. Las webs analistas tuvieron diversas opiniones, ya que algunas le evaluaron "Erróneamente" como un Shooter, mientras que otras le valoraron como uno de los mejores juegos de Terror. Aquello causó cierta confusión entre los fanes, lo cual poco a poco se aclaró en las comunidades. ZombiU es considerado como el juego que mejor aprovecha las capacidades del Wii U GamePad, algo que muy pocos juegos de WiiU han podido igualar.
ZombiU ha vendido un millón de copias, siendo el primer juego Third-party en WiiU que logra llegar a esa cifra.